# Аронський Мойсей Аронович
Мойсе́й Аро́нович Аронський (справжнє прізвище Зак) (* 13 (26) травня 1898, Овруч — † 20 грудня 1944), єврейський письменник.

## Життєпис
Народився в робітничій родині. Навчався в Бердичівському комерційному училищі. Випускник Київського університету, працював у школах Києва. Свої твори писав єврейською мовою.
1941 року мобілізований як рядовий Радянської армії. Загинув у бою. Похований в селі Тар біля міста Шалґотар'ян в Угорщині.
Є автором книг повістей й романів:
- 1934 — «Перші»,
- 1926 — «Справжня гра»,
- 1931 — «Фабрика кличе»,
- 1932 — «Сталь»,
- 1935 — «У літній день»,
- 1938 — «Перша подорож»,
- 1939 — «Кембл і його вороги».

1938 року в перекладі українською мовою вийшло його «Вибране», перевидано 1958.